# Coelho do Alasca

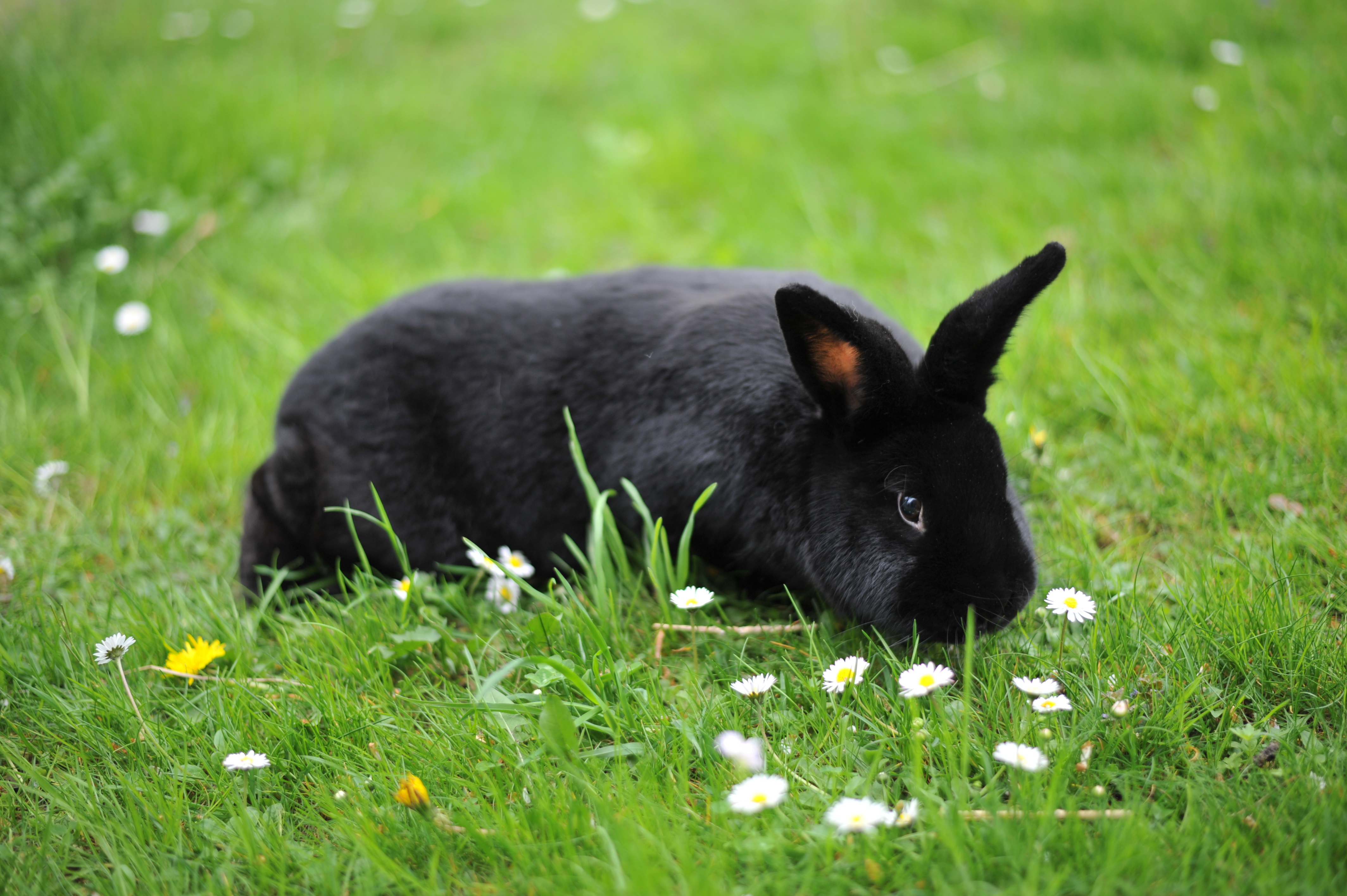
Coelho do Alasca

Alaska Rabbit, Também conhecido no português como Coelho do Alasca por mais bobo que seja não foi criado no alasca. 
Tem um tamanho de mediano e seu peso varia entre 3-4 Kg (7-9 lbs), Aparenta ter sempre um tom de pele preto azeviche (igual a cor do céu a noite) e qualquer cor diferente da preta é um defeito dessa espécie.   
É reconhecido pelo British Rabbit Council entretanto não é reconhecido pela American Rabbit Breeders Association.
A origem dessa espécie foi feita na Alemanha em 1900, mas especificamente na Cidade de Gotha, pelo cuidador de Coelhos Max Fischer junto a um homem chamado Schmidt de Langensalza. Tendo o proposito de suprir uma demanda barata e lucrativa, cruzaram-se Havanas, Ducth, Himalayans e Champagne d'Argents na ideia de que pudessem obter uma raça com o mesmo tipo de pelagem que o da Raposa-do-ártico, no entanto foi um fracasso. Nesse tempo o comércio de pele era algo bem lucrativo. 
Esses lagomorfos foram exibidos pela primeira vez em 1907, e importados para américa do norte na década de 1970 por Bert Reurs do Canadá. 
Os Coelhos do Alasca foram adicionados no estande de exposição da American Rabbit Breeders Association por um tempo, mas logo depois pela popularização crescente dos Havanas em meados de 1970 até 1981, os Coelhos do Alasca já tinham sidos completamente removidos por pouco interesse do público pela raça. 

## Link Externos
- British Rabbit Council
- American Rabbit Breeders Association
- Portal Lagomorpha